# Ipop (álbum)
Ipop es un álbum realizado por Shelter y Andy Bell, cantante de Erasure, editado el 12 de mayo de 2014. Este álbum fue editado como descarga digital. Un año más tarde se editó físicamente, pero en una edición de lujo.

## Descripción
Ipop fue coescrito y coproducido por Andy Bell y la banda Shelter. 

Como curiosidad, incluye el tema Lift Me Up, que presenta como artista invitado a Vince Clarke, compañero de Andy Bell en Erasure.

Ipop se presenta con dos álbumes: el primero es el álbum principal -pese a que todos sus temas son remezclas- y el segundo es un álbum que contiene remezclas de cinco de los ocho temas incluidos en el álbum principal.

## Listado de canciones
Cd 1 Main album (álbum principal)
| N.º | Título                                                              | Escritor(es)                        | Duración |  |
| 1.  | «Beautiful» (DJ Jekyll Pianissimo Mix)                              | Mark Bebb – Rob Bradley             | 4:40     |  |
| 2.  | «Lift Me Up» (-feat Vince Clarke- DJ Jekyll VC Album Mix)           | Mark Bebb – Rob Bradley             | 4:24     |  |
| 3.  | «Stars» (DJ Jekyll Radio Mix)                                       | Mark Bebb – Rob Bradley - Andy Bell | 3:35     |  |
| 4.  | «Destination» (-feat The Alpha Belles- Matt Pop Arabian Nights Mix) | Mark Bebb – Rob Bradley             | 3:53     |  |
| 5.  | «Electrostatic» (DJ Jekyll Rapture Mix)                             | Mark Bebb – Rob Bradley - Andy Bell | 3:54     |  |
| 6.  | «Go Hard or Go Home» (Matt Pop Disco Mix)                           | Mark Bebb – Rob Bradley             | 3:17     |  |
| 7.  | «Friend» (DJ Jekyll Statepop Mix)                                   | Mark Bebb – Rob Bradley             | 3:32     |  |
| 8.  | «In Somebody's Arms» (Matt Pop Ode De Moroder Mix)                  | Mark Bebb – Rob Bradley             | 3:12     |  |

Cd Album Mixes (álbum de remezclas)
| N.º | Título                                                       | Escritor(es)                        | Duración |  |
| 1.  | «Beautiful» (DJ RAM Cute Mix)                                | Mark Bebb – Rob Bradley             | 4:42     |  |
| 2.  | «Beautiful» (DJ Jekyll Acoustic Mix)                         | Mark Bebb – Rob Bradley             | 4:12     |  |
| 3.  | «Beautiful» (DJ Jekyll Black Key Angst Remix)                | Mark Bebb – Rob Bradley             | 4:20     |  |
| 4.  | «Lift Me Up» (-feat Vince Clarke- DJ Jekyll Extended Mix)    | Mark Bebb – Rob Bradley             | 6:51     |  |
| 5.  | «Stars» (DJ RAM Infinity and Beyond Extended Mix)            | Mark Bebb – Rob Bradley - Andy Bell | 3:59     |  |
| 6.  | «Stars» (Don Mueller Cosmic Arcadia Mix)                     | Mark Bebb – Rob Bradley - Andy Bell | 3:58     |  |
| 7.  | «Electrostatic» (DJ Jekyll Deep Space Voyager Mix)           | Mark Bebb – Rob Bradley - Andy Bell | 4:18     |  |
| 8.  | «Electrostatic» (DJ Jekyll Chemical Mix)                     | Mark Bebb – Rob Bradley - Andy Bell | 4:28     |  |
| 9.  | «Electrostatic» (DJ Jekyll Dr and Mr Mix)                    | Mark Bebb – Rob Bradley - Andy Bell | 3:23     |  |
| 10. | «In Somebody's Arms» (DJ Jekyll Homeward Bound Fantasia Mix) | Mark Bebb – Rob Bradley             | 3:39     |  |

## Ipop Deluxe CD edition full 3 CD
En marzo de 2015, se editará físicamente Ipop deluxe edition, la versión de lujo de Ipop, conteniendo 3 CD. El primero que incluye los primeros dos CD de la descarga digital, mientras que el segundo y el tercero traen nuevos remixes.

### Listado de canciones

#### CD Vol.1
1. Beautiful (DJ Jekyll's Pianissimo Mix)
2. Stars (DJ Jekyll's Radio Mix)
3. Lift me up [feat. Vince Clarke] (DJ Jekyll's VC Album Mix)
4. Destination [feat. The Alpha Belles] (Matt Pop's Arabian Nights Mix)
5. Electrostatic (DJ Jekyll's Rapture Mix)
6. Go hard or go home (Matt Pop's Disco Mix)
7. Friend (DJ Jekyll's Statepop Mix)
8. In somebody's arms (Matt Pop's Ode De Moroder Mix)
9. Beautiful (DJ Ram's Cute Mix)
10. Beautiful (DJ Jekyll's Acoustic Mix)
11. Beautiful (DJ Jekyll's Black Key Angst Remix)
12. Lift me up [feat. Vince Clarke] (DJ Jekyll's Extended Mix)
13. Stars (DJ Ram's Infinity & Beyond Extended Mix)
14. Stars (Don Mueller's Cosmic Arcadia Mix)
15. Electrostatic (DJ Jekyll's Deep Space Voyager Mix)
16. Electrostatic (DJ Jekyll's Chemical Mix Mix)
17. In somebody's arms (DJ Jekyll's Homeward Bound Fantasia Mix)

#### CD Vol. 2
1. Beautiful (Don Mueller's Single Mix)
2. Stars (Airjax Radio Mix)
3. Electrostatic (DJ Jekyll's Dr & Mr Mix)
4. Go hard or go home (DJ Jekyll's Detroit Diva Mix)
5. Friend (DJ Jekyll's Friendship Day Mix)
6. In somebody's arms (DJ Jekyll's Electro-Lullaby Mix)
7. Beautiful (Matt Pop's Radio Mix)
8. Stars (Sinestar's Kram Mix Homage Remix)
9. Electrostatic (Rob Dust's Radio Edit)
10. Beautiful (DJ Jekyll's Darker Than Wagner Mix)
11. Friend (DJ Jekyll's Chillax Edit)

#### CD Vol. 3
1. Beautiful (Matt Pop's Extended Club Mix)
2. Stars (Airjax Extended Club Mix)
3. Electrostatic (Rob Dust's Extended Remix)
4. Go hard or go home (Alignment North's End Mix)
5. Destination [feat. The Alpha Belles] (Destination's Meteoric Mix)
6. In somebody's arms (Northern Kind Mix)
7. Beautiful (DJ Ram's Gorgeous Mix)
8. Beautiful (Mesh Mix)
9. Electrostatic (DJ Jekyll's Down & Dirty with the Latinogod Mix)
10. Electrostatic (People Theatre's Short-circuit Mix)
11. Go hard or go home (DJ Jekyll's Don't Stop The Beat Mix)

## Ipop The singles
Edición limitada que incluyó remezclas de los 4 sencillos principales.

### Listado de canciones
1. Beautiful (Don Mueller's Single Mix) 	4:22
2. Beautiful (DJ Jekyll Pianissimo) 	4:40
3. Beautiful (Matt Pop Extended Club Mix) 	7:20
4. Friend (DJ Jekyll's Friendship Day Mix) 	4:00
5. Friend (DJ Jekyll's Chillax Edit) 	4:00
6. Stars (DJ Jekyll's iPop Album Mix) 	3:35
7. Stars (DJ RAM Extended Mix) 	4:00
8. Stars (Airjax Extended Club Mix) 	6:28
9. Lift Me Up (DJ Jekyll Vince Clarke Album Mix)Featuring – Vince Clarke	4:25
10. Lift Me Up (DJ Jekyll Extended Mix) 	6:52